# Estación Chenaut
Chenaut es una estación ferroviaria ubicada en la localidad homónima, en el Partido de Exaltación de la Cruz, Provincia de Buenos Aires, República Argentina.

## Servicios
Hasta 1977 prestaba servicios de pasajeros pero fue desmantelado ese año, actualmente es sólo de cargas. Sus vías corresponden al Ramal CC del Ferrocarril General Belgrano. Sus vías e instalaciones están concesionadas a la empresa Trenes Argentinos Cargas.

## Historia
Fue habilitada por el Ferrocarril Central Córdoba en mayo de 1912 y cerrada al tráfico de pasajeros en 1977.

## Toponimia
Recuerda a la figura del Coronel Indalecio Chenaut mendocino de nacimiento, que luchó bajo las órdenes de Lavalle en la Guerra con el Brasil. Estuvo en los combates de La Tablada y Oncativo bajo las órdenes del General José María Paz que derrotaran a Bustos y Quiroga. También estuvo en Caseros en 1852 con el Ejército Grande que derrotó a las fuerzas rosistas. Finalmente participó en la Guerra de la Triple Alianza, como Jefe del Estado Mayor, fue ascendido a general por Sarmiento, murió en Buenos Aires en 1871.

## Galería

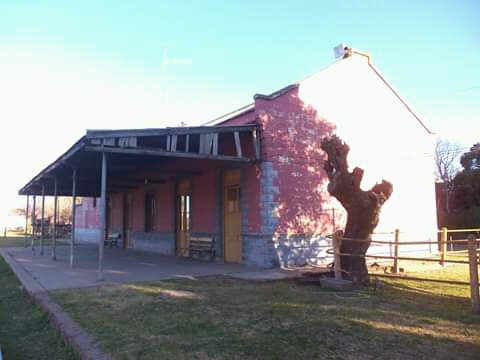

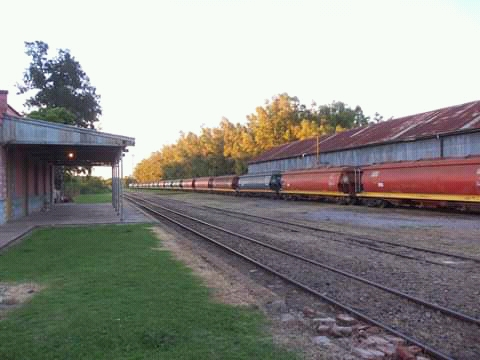

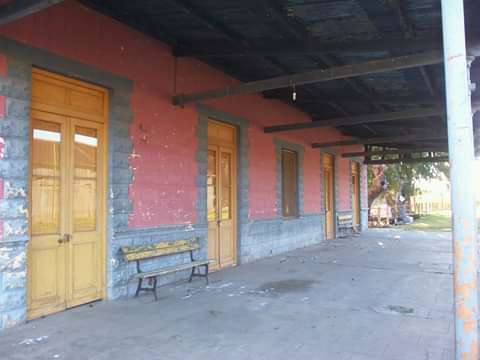

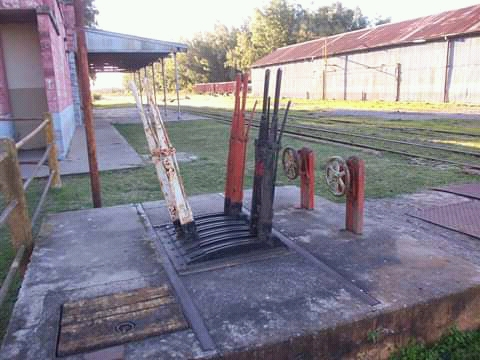

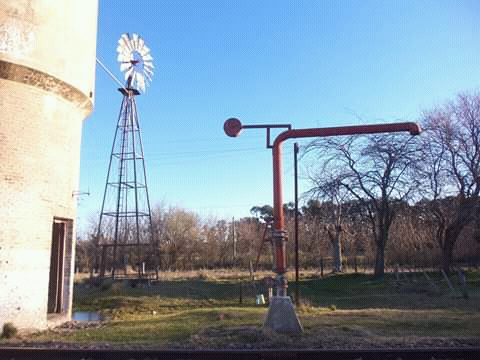

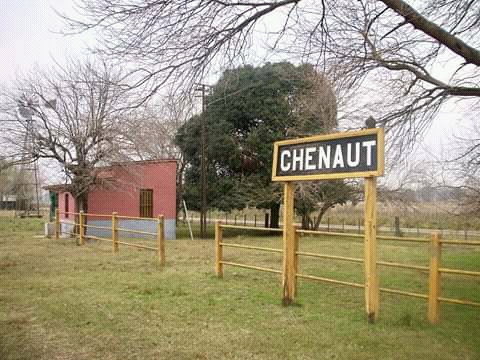

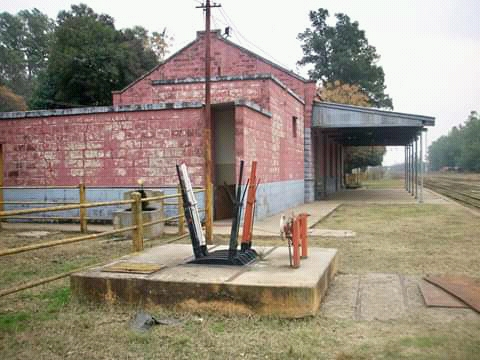

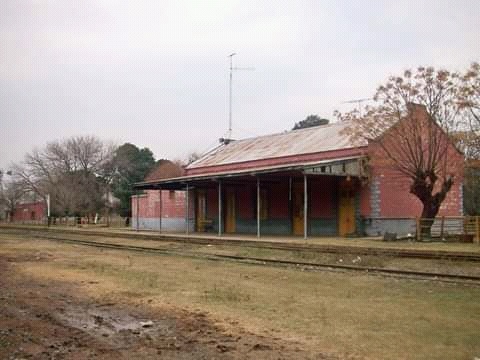